# Копер бокс
Копер бокс (енгл. Copper Box) је спортска дворана у Лондону (Уједињено Краљевство), изграђена за потребе Летњих олимпијских игара 2012. године. Смештена је у оквиру спортског комплекса Олимпијски парк. У овој дворани ће се одржавати прелиминарна такмичења у рукомету те стрељачки и мачевалачки део модерног петобоја.
Капацитет дворане креће се између 6.000—7.000 седећих места захваљујући покретним трибинама. Занимљивост дворане је 88 шупљих цеви на крову кроз које дневна светлост улази у дворану, што омогућује уштеду у потрошњи електричне енергије од 40% на годишњем нивоу. Кишница са крова се скупља у посебне резервоаре и касније користи у тоалетима дворане. Цео горњи део дворане је пресвучен са 3.000 м² бакарних плочица.
Градња је почела у јулу 2009. и завршена је у предвиђеном року, у мају 2011. и тако је Копер бокс постала трећи комплетно узграђени спортски објекат за игре 2012.
Након игара дворана ће бити претворена у вишенаменски спортски објекат.
Првобитно име дворане Рукометна олимпијска арена је промењено у јануару 2012. управо због чињенице да се у њој неће искључиво одржавати рукометна такмичења.